# Битва при Гавинане
Битва при Гавинане — сражение Войны Коньякской лиги. Произошло 3 августа 1530 года между войсками Флорентийской республики и армией Священной Римской империи.
Войска империи вёл Филибер де Шалон, Принц Оранский при поддержке Фабрицио Марамальдо, подошедшего во время битвы. Силами Флоренции командовал Франческо Ферруччи.
Первоначально флорентийцы теснили имперскую армию, несмотря на численное превосходство последней. Тогда же был смертельно ранен Филибер Шалонский. В его грудь попали две пули из аркебузы.
Тем не менее, когда Марамальдо привел с собой 2000 воинов, ход битвы изменился. Раненый Ферруччи попал в плен, где и был убит лично Марамальдо. По легенде, перед смертью он крикнул своему убийце: «Vile, tu uccidi un uomo morto!» («Трус, ты убиваешь мертвого человека!»). Эти слова стяжали ему славу и сделали иконой итальянского Рисорджименто. Напротив, Марамальдо создал этим убийством позорную репутацию своему имени, и в современном итальянском языке слово maramaldo означает подлый убийца, подлец.